# Первомайский (Ударниковское сельское поселение)
Первомайский — посёлок в Красносулинском районе Ростовской области.
Входит в состав Ударниковского сельского поселения.

## География

### Улицы
- ул. Зеленая,
- ул. Почтовая.

## Население
| 2010 |
| ---- |
| 381  |